# ایان دلازل (بازیکن فوتبال)
ایان دلازل (انگلیسی: Ian Dalziel؛ زادهٔ ۲۴ اکتبر ۱۹۶۲) بازیکن فوتبال اهل بریتانیا است.
از باشگاه‌هایی که در آن بازی کرده‌است می‌توان به باشگاه فوتبال گیتزهد، باشگاه فوتبال دربی کانتی، باشگاه فوتبال هرفورد یونایتد، و باشگاه فوتبال کارلایل یونایتد اشاره کرد.